# Mount Westminster
Mount Westminster är ett berg i Antarktis. Det ligger i Östantarktis. Nya Zeeland gör anspråk på området. Toppen på Mount Westminster är 3 526 meter över havet. Westminster ingår i Supporters Range.
Terrängen runt Mount Westminster är varierad. Mount Westminster är den högsta punkten i trakten. Trakten är obefolkad. Det finns inga samhällen i närheten.